# Djadoplatån

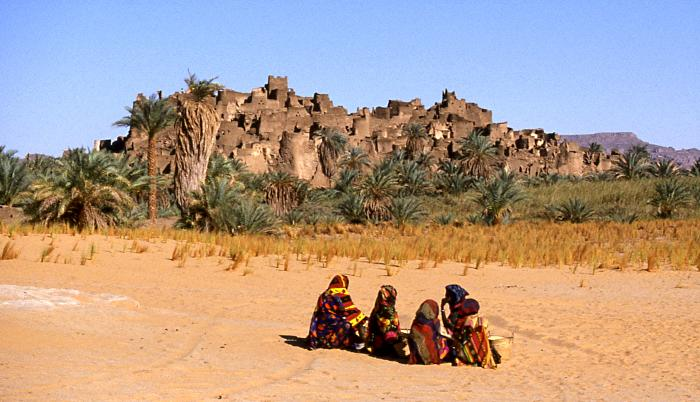
Ruiner efter en bosättning i Djado. Nomadiska kvinnor har samlats framför i förgrunden. Oktober 1989.

Djadoplatån ligger i Sahara i nordöstra Niger. Platån är känd för sin grottkonst (ofta stora däggdjur som sedan länge är borta i området). Djado är numera i stort sett obefolkat, men övergivna samhällen och fort finns ännu kvar.

## Världsarvsstatus
Den 26 maj 2006 sattes Djadoplatån upp på Nigers tentativa världsarvslista.